# Lee Sun-ho
Lee Sun-ho (이선호?; 14 dicembre 1981) è un attore sudcoreano.

## Filmografia

### Cinema
- Yogahagwon (요가학원), regia di Yoon Jae-yeon (2009)
- Kkum-eun iro-eojinda (꿈은 이루어진다), regia di Kye Yoon-sik (2010)
- Tuhon (투혼), regia di Kim Sang-jin (2011)
- Artist Bong Man-dae (아티스트 봉만대), regia di Bong Man-dae (2013)
- Melo (멜로), regia di Roy Lee (2014)

### Televisione
- Haebyeon-euro ga-yo (해변으로 가요) – serial TV (2005)
- Nun-ui yeo-wang (눈의 여왕) – serial TV (2006-2007)
- Chambit (참빗) – film TV (2007)
- Air City (에어시티) – serial TV (2007)
- Jeongjo amsal mistery - 8il (정조암살미스터리 8일) – serial TV (2007)
- Tamnaneun doda (탐나는 도다) – serial TV (2009)
- Bolsurok aegyomanjeop (볼수록 애교만점) – serial TV (2010)
- Dong-yi (동이) – serial TV (2010)
- Mae-rineun oebakjung (매리는 외박중) – serial TV (2010)
- Midas (마이더스) – serial TV (2011)
- TV Bang-ja jeon (TV 방자전) – miniserie TV (2011)
- Go Bong-sil ajumma guhagi (고봉실 아줌마 구하기) – serial TV (2011-2012)
- Choegoda Lee Soon-shin (최고다 이순신) – serial TV (2013)
- Eomeonim-eun nae myeoneuri (어머님은 내 며느리) – serial TV (2015)